# Aleksandër Lalo
Aleksandër Lalo (ur. 27 kwietnia 1949 w Tiranie, zm. 19 listopada 2017 tamże) – albański kompozytor, dyrygent i pianista.

## Życiorys
W 1965 rozpoczął studia muzyczne w Instytucie Sztuk w Tiranie, w klasie fortepianu. Po ukończeniu studiów w 1973 pracował w redakcji muzycznej Radia Tirana i współpracował ze Studiem Filmowym Nowa Albania (Kinostudio Shqipëria e Re). W 1972 wziął udział w przygotowaniach do XI Festiwalu Piosenki, na którym jego utwór wykonywała Suzana Qatipi, a on sam występował w roli dyrygenta. Po festiwalu znalazł się w gronie muzyków poddanych represjom. Przez osiem lat przebywał na zesłaniu w Kukësie, gdzie pracował w miejscowym teatrze estradowym i współorganizował festiwal dla dzieci. W 1980 uzyskał zgodę na powrót do Tirany, gdzie podjął współpracę z Orkiestrą Symfoniczną Radia i Telewizji.
Jest autorem muzyki do czterdziestu filmów fabularnych i dokumentalnych, w swoim dorobku ma także ponad 200 różnego rodzaju utworów - zarówno piosenek, jak też utworów symfonicznych. W 2012 orkiestra symfoniczna Radia i Telewizji zaprezentowała najnowszy utwór Lalo - poemat „Xhelozia” (Zadrość) na wiolonczelę, gitarę i orkiestrę. W 2013 znalazł się w zespole jurorów 52 Festiwalu Piosenki (Festivali i Këngës), później występował w programach muzycznych TV Klan. Zmarł na atak serca w prywatnej klinice w Tiranie.

## Nagrody i wyróżnienia
Przez władze Albanii został uhonorowany tytułem Zasłużonego Artysty (Artist i Merituar) i Wielkiego Mistrza (Mjeshter i Madh). W 2013 powstał film dokumentalny Lalo (reż. Elona Paja), z okazji 65 rocznicy urodzin kompozytora.

## Muzyka filmowa
- 1972: Odiseja e tifozave
- 1976: Dimri i fundit
- 1977: Tomka dhe shokët e tij
- 1978: Vajzat me kordele të kuqe
- 1979: Emblema e dikurshme
- 1980: Gëzhoja e vjetër
- 1980: Një gjeneral kapet rob
- 1980: Nusja
- 1981: Shtëpia jonë e përbashkët
- 1981: Thesari
- 1982: Era e ngrohtë e thellësive
- 1982: Një vonesë e vogël
- 1982: Shi në plazh
- 1984: Fushë e blertë, fushë e kuqe
- 1985: Asgjë nuk harrohet
- 1986: Dy herë mat
- 1986: Të shoh në sy
- 1988: Treni niset në shtatë pa pesë
- 1989: Historiani dhe kameleonët
- 1996: Tingujt e harresës